# Merchant's House Museum
A Merchant's House Museum, (também chamada de Old Merchant's House e às vezes referenciada como Seabury Tredwell House), é a única casa familiar do século XIX em Nova York, que ainda está preservada e intacta - tanto dentro como fora. Foi construído em 1832 por Joseph Brewster. Ela está localizada no 29 E Fourth Street, entre a Lafayette Street e a Bowery, em Manhattan. Tornou-se um museu em 1936, fundado por George Chapman, um primo da família que já morou lá.
É o único museu de casa histórica nos bairros de Greenwich Village, Soho e NoHo.

## História
Joseph Brewster, o construtor, vendeu a casa para Seabury Tredwell, um rico comerciante de Nova York, por US $ 18.000.[carece de fontes?] A filha de Tredwell, Gertrude, nasceu na casa em 1840.
Gertrude e seus sete irmãos, dois irmãos e cinco irmãs, moravam na casa junto com seus pais, quatro empregados e uma variedade de sobrinhas, sobrinhos, primos, tias e outros parentes. Apenas duas filhas e um filho se casaram, o que era incomum para essa época e para uma família afluente com posição social elevada.
Seabury morreu em 1865 e a família restante morava no lar até a velhice. Gertrude, o membro mais jovem da família Tredwell, morou na casa sozinha por 24 anos após a morte de sua irmã Julia em 1909. À medida que envelhecia ela ficou obcecada por manter a casa elegante em um bairro que se tornou, no início do século XX, uma parte degradada, semi-industrial e desprezível da cidade. Enfrentado severas dificuldades financeiras em seus últimos anos, ela de alguma forma conseguiu manter a bela casa em condições quase originais, muito depois de todas as casas particulares vizinhas terem sido demolidas ou convertidas em casas habitacionais ou estruturas comerciais.
Após sua morte, um primo distante, George Chapman, comprou o prédio, salvando-o do encerramento e demolição. Em 1936, após a necessária reparação e renovação, a casa abriu-se como um museu e permaneceu assim desde então. O Merchant's House Museum continua a ser uma cápsula única do tempo das vidas de uma típica família mercante de Nova York do século XIX, completa com as posses originais da família.

## Arquitetura e design
O edifício foi atribuído ao arquiteto Menard Lafever. Considerada uma das melhores obras do Revival grego sobrevivente na América, a casa é uma milagrosa sobrevivente da velha Nova York. A casa é importante para a sua coleção excepcional de mobiliário original, objetos decorativos, vestuário do século XIX magnificamente preservado e outros efeitos pessoais da família Tredwell. Atravessar a entrada da frente significa estar entrando em um momento em que a cidade de Nova York estava se tornando o porto marítimo mais importante da América do Norte.
O edifício foi submetido a uma importante restauração em 1971 pelo arquiteto Joseph Roberto e no designer dos interiores por Carolyn Roberto.

## Museu

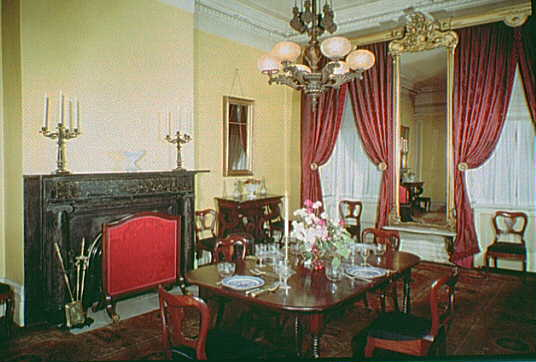
Imagem da sala de estar

Além de seus magníficos quartos, o museu apresenta muitas apresentações, palestras, exposições e eventos especiais ao longo do ano. Pesquisas contínuas e técnicas de conservação e documentação de última geração garantem que cada vez mais se aprenda sobre a casa, seus móveis e coleções têxteis excepcionais, e "como era realmente a vida" para uma família de Nova York do século XIX.
Em 1991, em um esforço conjunto com a Greenwich Village Society for Historic Preservation, o Merchant's House Museum lançou o programa educacional "Greenwich Village: História e Preservação Histórica". O programa foi projetado para ensinar aos alunos a história local, o vocabulário arquitetônico e os fundamentos da preservação histórica. O programa percorreu o final da década de 1990 no museu, mas, eventualmente, mudou seu foco para o West Village, onde continua a chegar aos estudantes nos cinco bairros da cidade.

### Coleção
A coleção do Museu com mais de 3.000 itens compreende as posses dos Tredwells, a família rica dos comerciantes que moravam na casa de 1835 a 1933. A coleção inclui mobiliário, artes decorativas, roupas, fotografias e livros, utensílios domésticos e itens pessoais. Os destaques incluem um conjunto de 12 cadeiras laterais de mogno atribuídas à renomada fabricante de móveis Duncan Phyfe, um par de lustres de gás combinados de seis globos e 40 vestidos, além de inúmeros acessórios de moda pertencentes às mulheres Tredwell.